# GEN – Galerie elity národa
GEN – Galerie elity národa je dokumentární životopisný seriál České televize. Seriál se vysílá od začátku roku 1993 a námět na jeho výrobu předložil Fero Fenič. Od počátku svého vysílání se stal pořad fenoménem. Uvádí se, že první díly vidělo až 60 % české populace a milióny diváků sledovaly seriál po celou dobu vysílání.
Pořad je koncipován jako série krátkých portrétů ve formě rozhovoru režiséra s jednotlivými českými osobnostmi. Většinou se jedná o lidi, o kterých se do té doby nesmělo mluvit nebo se o nich ani nevědělo. Účast v pořadu, jak za kamerou, tak před ní, se stala otázkou prestiže a většina oslovených osobností i tvůrců přijala pozvánku k natáčení jako osobní výzvu. Jednotlivé díly pořadu využívají, coby připomínky života dané osobnosti u příležitosti životních jubileí nebo jako nekrolog. V první sérii s podtitulem Sto Čechů dneška bylo odvysíláno sto dílů a nakladatelství Fischer ji roku 1994 vydalo také jako soubor čtyř knih. Na původní stodílný pořad v roce 1995 volně navázal cyklus GENUS s 99 díly a od začátku ledna 2001 do konce roku 2002 se vysílala třetí 82dílná série GEN. Od 15. ledna 2017 vysílá Česká televize čtvrtou řadu.

## Přínos pořadu
GEN se stal důležitým, mimo jiné, z toho důvodu, že to je první pořad, u kterého výběr účinkujících nebyl závislý na politice nebo ideologii. U mnoha dílů se dokonce jedná o jediný audiovizuální záznam dané osobnosti. Jedná se o nejobsáhlejší dokument o českých osobnostech na konci 20. století. Pořad si kladl za cíl uvést do normálu český hodnotový systém, který byl narušený komunistickým režimem.

## Kontroverze
Pojem elita v názvu pořadu a výběr účinkujících vyvolal vášnivou diskuzi v médiích i odpor některých známých osobností. Tvůrci pořadu však název hájí tím, že si Češi po čtyřiceti letech rovnostářství potřebovali uvědomit, že zde vůbec nějaká elita existuje a že stojí za to se jí zabývat. Zájmem tvůrců pořadu bylo v některých případech poukázat na kontrasty mezi režisérem a osobností, o které je pořad natáčen. Tak se stalo, že pořad o politickém vězni Zdeňku Kesslerovi natáčel zprofanovaný komunistický režisér Jiří Svoboda.

## Zajímavosti
- První natáčecí den seriálu připadl na státní svátek 28. října 1992, kdy Igor Chaun začal natáčet díl o Pavlu Tigridovi.
- První díl cyklu měl premiéru ve vysílání ČT 1. ledna 1993, tedy vlastně jen několik hodin po vzniku samostatné České republiky.[7]
- Někdy byl režisér donucen najít si vybranou osobnost sám, bez jakékoli pomoci ze strany ČT, např. Matej Mináč musel na vlastní pěst kontaktovat Tomáše Baťu.[6]

## Přehled jednotlivých dílů pořadu

### První řada vysílána v premiéře v letech 1993 až 1994
- Václav Havel – pohledem Ondřeje Trojana
- Otto Wichterle – pohledem Zdeňka Podskalského II.
- Ester Krumbachová – pohledem Jana Němce
- Miloslav Vlk – pohledem Petra Rutnera
- Tomáš Skuhravý – pohledem Jiřího Střechy
- Miroslav Ondříček – pohledem Ivana Vojnára
- Michael Kocáb – pohledem Josefa Císařovského
- Vladimír Jiránek – pohledem Jana Hřebejka
- Václav Malý – pohledem Olgy Sommerové
- JUDr. Richard Salzmann – pohledem Jana Špáty
- Pavel Tigrid – pohledem Igora Chauna
- MUDr. Josef Koutecký – pohledem Pavla Štingla
- Ladislav Fuks – pohledem Vladimíra Drhy
- Rudolf Hrušínský – pohledem Milana Šteindlera
- Václav Fischer – pohledem Fera Feniče
- Zdeněk Mahler – pohledem Jaroslava Hovorky
- Jan Anastáz Opasek – pohledem Věry Chytilové
- Arnošt Lustig – pohledem Jana Němce
- Stanislav Libenský – pohledem Pavla Kouteckého
- Jan Saudek – pohledem Ireny Pavláskové
- Josef Rakoncaj – pohledem Milana Maryšky
- Karel Gott – pohledem Terezy Kopáčové
- Václav Bělohradský – pohledem Petra Skály
- Karel Schwarzenberg – pohledem Vladislava Kvasničky
- Ivan Diviš – pohledem Zdenka Potužila
- Josef Vágner – pohledem Petra Krause
- Ivan Medek – pohledem Milana Tomsy
- Jiří Anderle – pohledem Jaromila Jireše
- Vladimír Körner – pohledem Simony Oktábcové
- Jiří Barta – pohledem Jána Sebechlebského
- Přemysl Otakar Špidlen – pohledem Miry Erdevički
- Miroslav Holub – pohledem Mateje Mináče
- Eduard Tomáš – pohledem Viliama Poltikoviče
- Jaromír Jágr – pohledem Karla Smyczka
- Oldřich Kulhánek – pohledem Tomáše Tintěry
- Olga Havlová – pohledem Olgy Sommerové
- Rudolf Zahradník – pohledem Petra Ruttnera
- Věra Chytilová – pohledem Ireny Pavláskové
- JUDr. Zdeněk Kessler – pohledem Jiří Svoboda
- Vladimír Komárek – pohledem Jána Fajnora
- Tomáš Baťa – pohledem Mateje Mináče
- Rudolf Firkušný – pohledem Zdeňka Kopáče
- Radúz Činčera – pohledem Aleny Činčerové
- Pavel Kohout – pohledem Viktora Polesného
- Emanuel Vlček – pohledem Dagmar Smržové
- Josef Škvorecký – pohledem Jaromila Jireše
- Václav Vojta – pohledem Marie Šandové
- Jan Špáta – pohledem Olgy Sommerové
- Jindřich Kolowrat-Krakowský – pohledem Bernarda Šafaříka
- Pavla Valníčková – pohledem Hany Pinkavové
- Josef Suk – pohledem Jiřího Věrčáka
- Vladimír Dlouhý – pohledem Jana Špáty
- Ivan Lendl – pohledem Olega Reifa
- Bořek Šípek – pohledem Jaroslav Brabec
- Cyril Höschl – pohledem Miry Erdevički
- Anna Fárová – pohledem Olgy Sommerové
- Václav Král – pohledem Vladislava Kvasničky
- Zuzana Růžičková – pohledem Dagmar Smržové
- Jiří Bičák – pohledem Zdeňka Podskalského II.
- Petr Eben – pohledem Oskara Reifa
- Miroslav Verner – pohledem Igora Kováče
- Jiří Srnec – pohledem Pavla Kouteckého
- Helena Illnerová – pohledem Zdenka Potužila
- Bohumil Hrabal – pohledem Jiřího Menzela
- Libor Pešek – pohledem Jana Špáty
- Tomáš Halík – pohledem Heleny Třeštíkové
- Václav Ježek – pohledem Tomáše Tintěry
- Bolek Polívka – pohledem Věry Chytilové
- Milan Šamánek – pohledem Dušana Trančíka
- Ivan Klíma – pohledem Olgy Sommerové
- Eva Jiřičná – pohledem Marie Šandové
- Ladislav Hejdánek – pohledem Petra Slavíka
- Vlastimil Brodský – pohledem Jana Špáty
- Jaroslava Moserová – pohledem Jiřího Střechy
- Eva Randová – pohledem Jana Špáty
- Ctibor Turba – pohledem Petra Slavíka
- Stanislav Grof – pohledem Igora Chauna
- Jiří Suchý – pohledem Ladislava Smoljaka
- Thomas M. Messer – pohledem Petra Ruttnera
- Josef Krofta – pohledem Jána Sebechlebského
- Viktor Fischl – pohledem Zeno Dostála
- Vratislav Schreiber – pohledem Karla Smyczka
- Václav Jamek – pohledem Andrey Majstorovič
- Jan Svoboda – pohledem Mateje Mináče
- Josef Jařab – pohledem Zdeňka Gawlika
- Jiřina Bohdalová – pohledem Jana Špáty
- Josef Topol – pohledem Pavla Kačírka
- Lubomír Soudek – pohledem Dušana Trančíka
- Theodor Pištěk – pohledem Filipa Renče
- Hana Hegerová – pohledem Fera Feniče
- Miloš Bič – pohledem Hany Pinkavové
- Jan Hammer – pohledem Jana Němce
- Josef Svoboda – pohledem Juraje Jakubiska
- Jiří Kylián – pohledem Jaroslava Brabce
- Josef Kemr – pohledem Olgy Sommerové
- Jiří Menzel – pohledem Jiřího Suchého
- Martina Navrátilová – pohledem Karla Smyczka
- Vlasta Chramostová – pohledem Olgy Sommerové
- Pavel Pafko – pohledem Jána Piroha
- Tomáš Dvořák – pohledem Karla Smyczka
- Lubomír Lipský – pohledem Aleny Činčerové
- Karel Husa – pohledem Olgy Sommerové
- Svatopluk Beneš – pohledem Aleny Činčerové
- Ivo Lukačovič – pohledem Jiřího Věrčáka
- Vladimír Páral – pohledem Igora Chauna
- Vratislav Kulhánek – pohledem Juraje Jakubiska
- Petr Janda – pohledem Pavla Jandourka
- Ladislav Sitenský – pohledem Jána Piroha
- Jan Švejnar – pohledem Zdeňka Podskalského II.
- Pavel Nedvěd – pohledem Terezy Kopáčové
- Pavel Kolář – pohledem Karla Smyczka
- Karel Svoboda – pohledem Roberta Sedláčka
- Jiří Šedivý – pohledem Zdeňka Podskalského II.
- František Fajtl – pohledem Jána Sebechlebského
- Daniela Fischerová – pohledem Igora Chauna
- Ivan Hlinka – pohledem Pavla Jandourka
- Eliška Wagnerová – pohledem Dagmar Smržové
- Radoslav Brzobohatý – pohledem Aleny Činčerové
- František Pavlíček – pohledem Olgy Sommerové
- Ludmila Formanová – pohledem Jána Piroha
- Zdeněk Smetana – pohledem Jána Piroha
- Petra Procházková – pohledem Andrey Majstorovič
- Jan Tříska – pohledem Martina Dostála
- Jana Šilerová – pohledem Olgy Sommerové
- Jan Pirk – pohledem Věry Chytilové
- Jaroslava Adamová – pohledem Zuzany Zemanové
- Karel Malich – pohledem Jaroslava Brabce
- Jarmila Šuláková – pohledem Vladimíra Morávka
- Stanislav Drobný – pohledem Davida Vondráčka
- Petr Hapka – pohledem Jana Malíře
- Zdeněk Tůma – pohledem Juraje Jakubiska
- Miroslav Stingl – pohledem Jána Piroha
- Kateřina Neumannová – pohledem Pavla Jandourka
- Waldemar Matuška – pohledem Jána Piroha
- Lucie Bílá – pohledem Terezy Kopáčové
- Meda Mládková – pohledem Jany Hádkové
- Josef Zíma – pohledem Roberta Sedláčka
- Jiří Niederle – pohledem Jána Sebechlebského
- Jan Veselý – pohledem Jána Sebechlebského
- Jiří Krejčík – pohledem Aleny Činčerové
- Květa Fialová – pohledem Zuzany Zemanové
- Adolf Branald – pohledem Věry Chytilové
- Roman Šebrle – pohledem Ireny Pavláskové
- Zdeněk Neubauer – pohledem Davida Vondráčka
- Jan Klusák – pohledem Jana Němce
- Jaroslav Blahoš – pohledem Martina Hanzlíčka
- Jiří Pavlica – pohledem Václav Křístek
- Miroslav Donutil – pohledem Věry Chytilové
- Václav Žilka – pohledem Jána Sebechlebského
- Dana Němcová – pohledem Olgy Sommerové
- Jiří Musil – pohledem Roberta Sedláčka
- František Janouch – pohledem Jána Sebechlebského
- Aleš Valenta – pohledem Jakuba Sommera
- David Radok – pohledem Jána Sebechlebského
- Václav Tošovský – pohledem Víta Hájka
- Eva Urbanová – pohledem Vladimíra Morávka
- Zdeněk Rotrekl – pohledem Břetislava Rychlíka
- Jiří Kodet – pohledem Věry Chytilové
- Jan Koblasa – pohledem Jany Hádkové
- Vilém Prečan – pohledem Andrey Majstorovič
- Věra Bílá – pohledem Davida Vondráčka
- Jiří Weiss – pohledem Věry Chytilové
- Lenka Reinerová – pohledem Jiřího Věrčáka
- Otomar Krejča – pohledem Aleny Hynkové
- Květa Pacovská – pohledem Jiřího Datla Novotného
- Zdeněk Mácal – pohledem Martina Dostála
- Josef Masopust – pohledem Davida Vondráčka
- Magdalena Kožená – pohledem Ondřeje Havelky
- František Makeš – pohledem Jany Hádkové
- Zdeněk Miler – pohledem Dagmar Smržové
- Daniel Dvořák – pohledem Filipa Renče
- Petr Jirmus – pohledem Jana Reinische
- Štěpánka Hilgertová – pohledem Roberta Sedláčka
- Ludvík Kundera – pohledem Aleny Hynkové
- Jarmila Loukotková – pohledem Jiřího Věrčáka
- Josef Koudelka – pohledem Břetislava Rychlíka
- František Dvořák – pohledem Jiřího Datla Novotného
- Karel Černý – pohledem Aleny Činčerové
- Helena Vondráčková – pohledem Jána Sebechlebského
- Václav Klaus – pohledem Juraje Jakubiska

Seznam převzat ze stránek www.febio.cz.

### Druhá řada vysílána v premiéře v letech 2001 až 2002
Uvedeno chronologicky podle data premiérového vysílání 
- Vlasta Chramostová pohledem Olgy Sommerové
- Pavel Pafko pohledem Jána Piroha
- Tomáš Dvořák pohledem Karla Smyczka
- Lubomír Lipský pohledem Aleny Činčerové
- Karel Husa pohledem Olgy Sommerové
- Svatopluk Beneš pohledem Aleny Činčerové
- Ivo Lukačovič pohledem Jiřího Věrčáka
- Vladimír Páral pohledem Igora Chauna
- Vratislav Kulhánek pohledem Juraje Jakubiska
- Petr Janda pohledem Pavla Jandourka
- Ladislav Sitenský pohledem Jána Piroha
- Jan Švejnar pohledem Zdeňka Podskalského II.
- Pavel Nedvěd pohledem Terezy Kopáčové
- Pavel Kolář pohledem Karla Smyczka
- Karel Svoboda pohledem Roberta Sedláčka
- Jiří Šedivý pohledem Zdeňka Podskalského II.
- František Fajtl pohledem Jána Sebechlebského
- Daniela Fischerová pohledem Igora Chauna
- Ivan Hlinka pohledem Pavla Jandourka
- Eliška Wágnerová pohledem Dagmar Smržové
- Radoslav Brzobohatý pohledem Aleny Činčerové
- František Pavlíček pohledem Olgy Sommerové
- Ludmila Formanová pohledem Jána Piroha
- Zdeněk Smetana pohledem Jána Piroha
- Jan Tříska pohledem Martina Dostála
- Jana Šilerová pohledem Olgy Sommerové
- Jan Pirk pohledem Věry Chytilové
- Jaroslava Adamová pohledem Zuzany Zemanové
- Karel Malich pohledem Jaroslava Brabce
- Jarmila Šuláková pohledem Vladimíra Morávka
- Stanislav Drobný pohledem Davida Vondráčka
- Petr Hapka pohledem Jana Malíře
- Zdeněk Tůma pohledem Juraje Jakubiska
- Miloslav Stingl pohledem Jána Piroha
- Kateřina Neumannová pohledem Pavla Jandourka
- Waldemar Matuška pohledem Jána Piroha
- Lucie Bílá pohledem Terezy Kopáčové
- Meda Mládková pohledem Jany Hádkové
- Josef Zíma pohledem Roberta Sedláčka
- Jiří Niederle pohledem Jána Sebechlebského
- Jan Veselý pohledem Jána Sebechlebského
- Jiří Krejčík pohledem Aleny Činčerové
- Květa Fialová pohledem Zuzany Zemanové
- Adolf Branald pohledem Věry Chytilové
- Roman Šebrle pohledem Ireny Pavláskové
- Zdeněk Neubauer pohledem Davida Vondráčka
- Jan Klusák pohledem Jana Němce
- Jaroslav Blahoš pohledem Martina Hanzlíčka
- Jiří Pavlica pohledem Václava Křístka
- Miroslav Donutil pohledem Věry Chytilové
- Václav Žilka pohledem Jána Sebechlebského
- Dana Němcová pohledem Olgy Sommerové
- Jiří Musil pohledem Roberta Sedláčka
- František Janouch pohledem Jána Sebechlebského
- Aleš Valenta pohledem Jakuba Sommera
- David Radok pohledem Jána Sebechlebského
- Václav Tošovský pohledem Víta Hájka
- Eva Urbanová pohledem Vladimíra Morávka
- Zdeněk Rotrekl pohledem Břetislava Rychlíka
- Jiří Kodet pohledem Věry Chytilové
- Jan Koblasa pohledem Jany Hádkové
- Vilém Prečan pohledem Andrei Majstorovičové
- Věra Bílá pohledem Davida Vondráčka
- Jiří Weiss pohledem Věry Chytilové
- Lenka Reinerová pohledem Jiřího Věrčáka
- Otomar Krejča pohledem Aleny Hynkové
- Květa Pacovská pohledem Jiřího Datla Novotného
- Zdeněk Mácal pohledem Martina Dostála
- Josef Masopust pohledem Davida Vondráčka
- Magdalena Kožená pohledem Ondřeje Havelky
- František Makeš pohledem Jany Hádkové
- Zdeněk Miler pohledem Dagmar Smržové
- Daniel Dvořák pohledem Filipa Renče
- Petr Jirmus pohledem Jana Reinische
- Štěpánka Hilgertová pohledem Roberta Sedláčka
- Ludvík Kundera pohledem Aleny Hynkové
- Jarmila Loukotková pohledem Jiřího Věrčáka
- Josef Koudelka pohledem Břetislava Rychlíka
- František Dvořák pohledem Jiřího Datla Novotného
- Karel Černý pohledem Aleny Činčerové
- Helena Vondráčková pohledem Jána Sebechlebského

### Třetí řada vysílána v premiéře od ledna 2017
Uvedeno chronologicky podle data premiérového vysílání 
- Hana Zagorová
- Zdeněk Sternberg
- Dana Drábová
- Petr Pithart
- Eva Herzigová
- Jiří Drahoš
- Martina Sáblíková
- Jiří a Otto Bubeníčkovi
- Viktor Preiss
- Jožka Černý
- Milan Uhde
- Jiří Bartoška
- Michal Pavlíček
- Dominik Duka
- Josef Somr
- Vladimír Beneš
- Jiří Brady
- Rút Kolínská
- Juraj Herz
- Šimon Pánek
- Štefan Margita
- Lukáš Bauer
- Radek Baborák
- Pavel Baudiš a Eduard Kučera
- Ivan Passer
- Pavel Rychetský
- Miroslav Vitouš
- Karel Holomek
- Stanislav Kolíbal
- Jiří Ježek
- Ladislav Smoček
- Václav Větvička
- David Koller
- Zdena Bauerová
- Milan Zelený
- Blanka Říhová
- Richard Konkolski
- Igor Lukeš
- Karel Hvížďala
- Mašínovi
- Julius Lukeš
- Madeleine Albrightová
- Marie Svatošová
- Taťána Kuchařová
- Dagmar Havlová-Veškrnová
- Jáchym Topol
- Helena Haškovcová
- Angelika Pintířová
- Petr Čech
- Vilém Prečan
- Michael Žantovský
- Václav Cílek
- Eva Le Peutrec
- Bohumír Janský
- Markéta Irglová
- Jan F. Ullrich
- Jan Sokol
- Zuzana Hejnová
- Bohdan Pomahač
- Tomáš Rosický
- Tomáš Sedláček
- Ivan Ženatý
- Pavel Dungl
- Josef Michl
- Jiří Holeček
- Petr Pavel
- Radkin Honzák
- Roman Kreuziger
- Jitka Abrahámová
- Martin Kratochvíl
- Jiří Padevět
- Milena Černá
- Josef Pleskot
- Jaromír Šofr
- Eugen Brikcius
- Petra Kvitová
- Vojtěch Novotný
- Blanka Bohdanová
- Ondřej Synek
- Helena Třeštíková
- Ivan Havel
- Petr Sýkora
- Charlotta Kotíková
- Ivan Král
- Jan Hřebejk
- Daniel Kroupa
- Petr Sís
- Olga Sommerová
- Dana Zátopková